# Proximus Diamond Games 2007
Proximus Diamond Games 2007 — жіночий професійний тенісний турнір, що проходив на закритих кортах з твердим покриттям Sportpaleis у Антверпені (Бельгія). Належав до турнірів 2-ї категорії в рамках Туру WTA 2006. Це був шостий турнір Diamond Games і тривав з 10 до 18 лютого 2002 року. Перша сіяна Амелі Моресмо здобула свій третій підряд титул на цьому турнірі й отримала за це 88 265 доларів. Кім Клейстерс емоційно попрощалася перед рідними трибунами — після двох настурних турнірів вона завершила кар'єру.

## Фінальна частина

### Одиночний розряд
Амелі Моресмо —  Кім Клейстерс, 6–4, 7–6(7–4)

### Парний розряд
Кара Блек /  Лізель Губер —  Олена Лиховцева /  Олена Весніна, 7–5, 4–6, 6–1